# Northland (schip, 1927)
De USCGC Northland (WPG-49) was een in 1927 gebouwde kotter en diende als coaster en ijsbreker in de United States Navy. In 1947 deed het als de  Medinat HaYehudim dienst in de Aliyah Bet, de illegale immigratie van Joden naar het Mandaatgebied Palestina. Later voer het onder de Israëlische marine als de INS Eilat A-16.

## Geschiedenis
De Northland werd in 1926 gebouwd door de Newport News Shipbuilding and Drydock Corporation in Newport News, Virginia. Het was ontworpen voor Arctische operaties van de United States Navy en zou derhalve ook dienstdoen als ijsbreker. De scheepswanden waren daarom gelast in plaats van geklonken, een methode die nog weinig werd toegepast maar het schip aanzienlijk sterker maakte. Het had twee zescilinder-dieselmotoren en was voorzien van hulpzeilen. Later werden deze verwijderd en in 1936 werden de masten afgebroken.

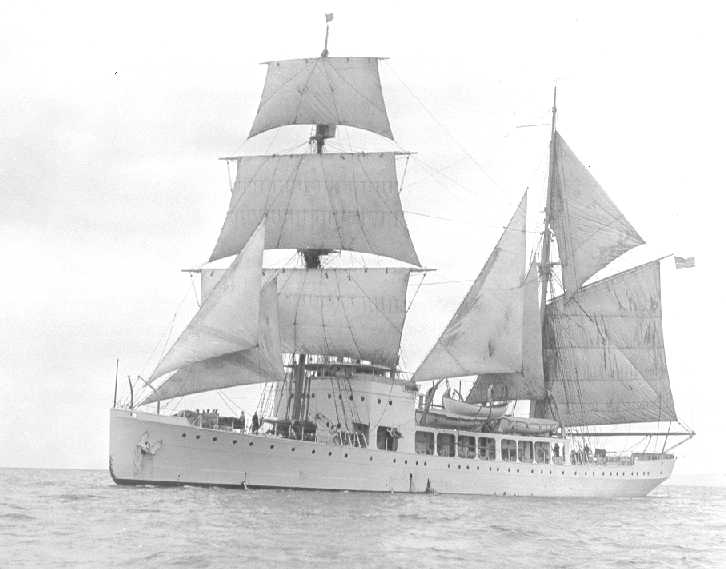
De Northland, circa 1929

### Amerikaanse marine
In 8 juni 1928 werd de Northland gestationeerd in Alaska en maakte het tot 1938 patrouilles in de Beringzee. Het schip assisteerde in een groot aantal gouvernementele taken, zoals het aanhouden van criminelen, het transporteren van drijvende rechtbanken, het brengen van post en het vervoeren van hulpdiensten en ambtenaren naar afgelegen bestemmingen. Het schip werd in 1938 tijdelijk uit de vaart genomen, maar werd in juni 1939 weer ingezet voor Richard E. Byrds tweede expeditie naar Antarctica.
In september 1939 werd de Northland terug naar de Verenigde Staten gehaald en werd op 9 april 1940 in Brooklyn uitgerust voor patrouilles in Groenland. In deze periode onderschepte het een Noors schip en twee Duitse schepen en viel het een Duitse onderzeeboot aan. Voor zijn verrichtingen tijdens de Tweede Wereldoorlog ontving het schip twee Service stars van de Amerikaanse defensie. Op 1 januari 1946 keerde de Northland terug naar de Verenigde Staten en deed dienst als meteorologisch patrouilleschip. Op 27 maart 1946 werd het schip uit de vaart genomen.

### Immigrantenschip
Op 3 januari 1947 werd de Northland opgekocht door de Mossad Le'Aliyah Bet, een afdeling van de Hagana die belast is met de illegale immigratie van Joden naar het mandaatgebied Palestina. Het schip werd samen met de voormalige Amerikaanse kanonneerboot Paducah in de Franse havenstad Bayonne opgeknapt en gereedgemaakt voor het transport van de immigranten. Daarna voeren de twee schepen naar de Bulgaarse havenstad Boergas en scheepten er ruim 4000 Joodse immigranten in.
Op 26 september vertrokken beide schepen onder de vlag van Panama vanuit Boergas richting Palestina. De Northland werd omgedoopt in Medinat HaYehudim en zou 2664 immigranten afzetten in Tel Aviv. De Paducah kreeg de naam Geulah en koerste met 1385 immigranten naar Haifa. De bemanning van beide schepen bestond uit Amerikaanse vrijwilligers, leden van de Palyam en enkele Gideonim (marconisten). Op 2 oktober 1947 werden beide schepen door patrouilleschepen van de Royal Navy onderschept. Ze werden naar Haifa geëscorteerd, waarop alle opvarenden naar interneringskampen in Brits Cyprus werden gedeporteerd.

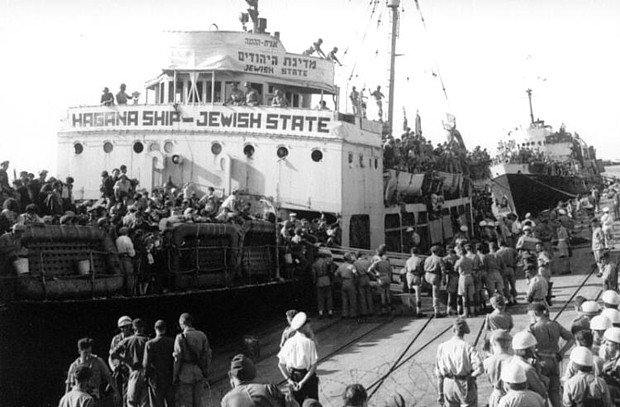
Ontscheping van de Medinat HaYehudim en de Geulah (rechts) in Haifa, oktober 1947
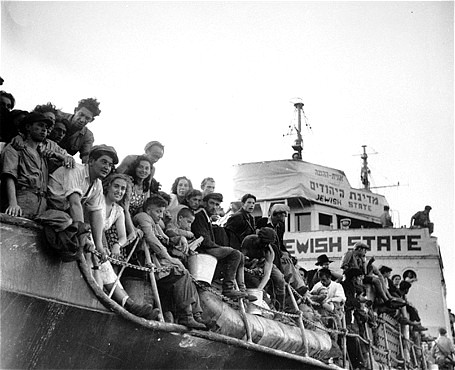
Joodse immigranten aan boord van de Medinat HaYehudim
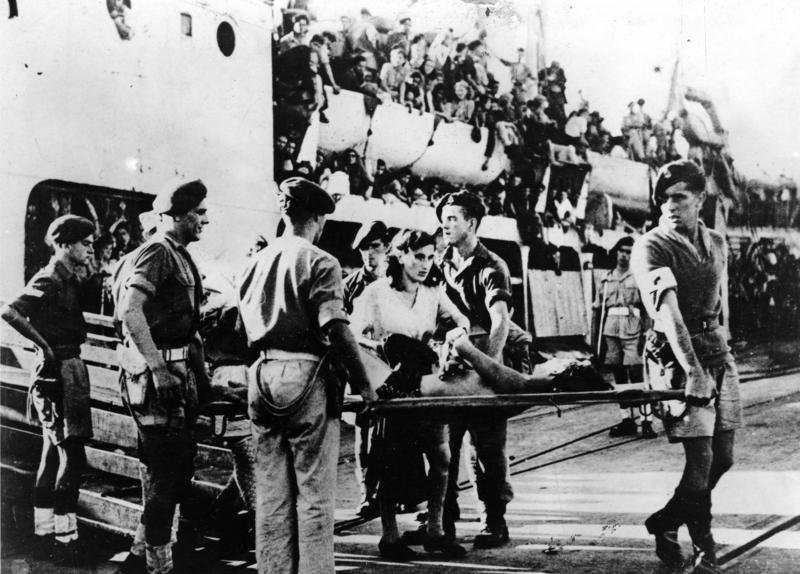
Ontscheping van een gewonde immigrant uit de Medinat HaYehudim

### Israëlische marine

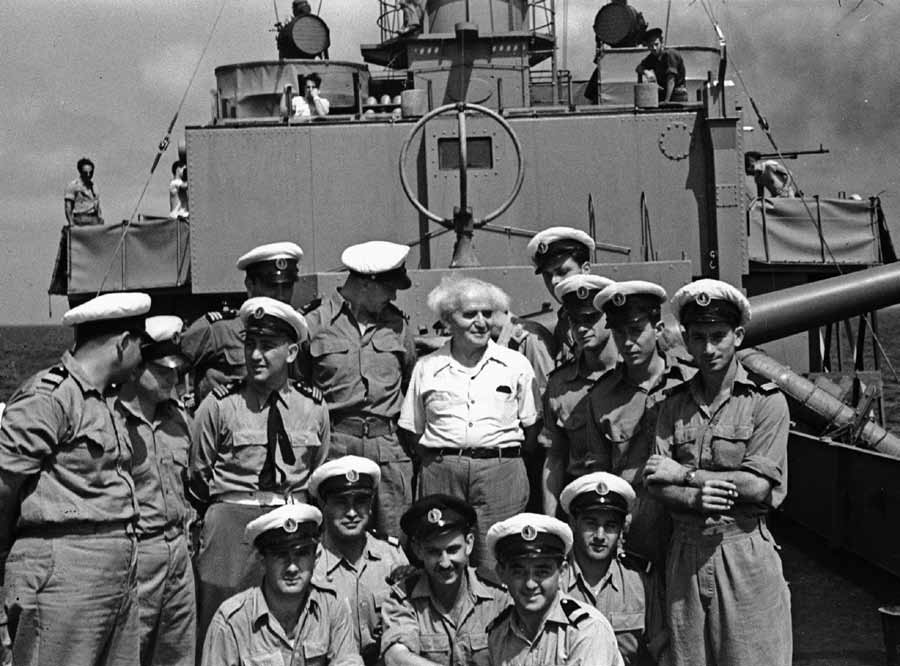
David Ben-Gurion op het dek van de INS Eilat A-16

Na de Israëlische onafhankelijkheidsverklaring was de Medinat HaYehudim het eerste schip dat dienstdeed in de Israëlische marine. Het werd ingezet in de Arabisch-Israëlische Oorlog van 1948 en vervolgens gebruikt als trainingsschip. In 1955 werd het hernoemd in de Matzpen en een aantal jaar gebruikt als kazerne- en opslagschip. In 1961 werd het schip gesloopt.